# Juan Dionisio Naso
Juan Dionisio Naso (1854 - 1911) fue un periodista, que fundó el diario cordobés La Voz del Interior el 15 de marzo de 1904. También ocupó interinamente el cargo de gobernador del antiguo Territorio de Formosa, entre el día 28 de mayo de 1906 al 20 de noviembre de 1908, luego de que un grave conflicto que dividió a la sociedad formoseña motivó la
intervención del territorio, ejerciendo entonces el poder ejecutivo en forma interina hasta 1910 los señores Juan Dionisio Naso (1906 - 1908), Armando Artaza (1908), Mariano Olleros (1908 - 1909) y el coonel Francisco Cruz (1909 - 1910). Desde 1910 hasta 1916 se desempeñó como gobernador Juan José Silva.
Naso cumplía funciones en la Casa de Gobierno en la Ciudad de Formosa y luego de un grave conflicto que dividió a la sociedad formoseña se sucedieron 4 gobernadores interinos consecutivos hasta 1910, asumiendo como gobernador interino entre el 28 de mayo de 1906 al 20 de noviembre de 1908.
Ya que los gobernadores eran designados por Decreto presidencial, en muchos casos las designaciones se hacían fuera de término, por lo que la fecha de fin de mandato de un gobernador no combinaba con la del comienzo del sucesor. Para cubrir este intervalo se designaba interinamente a algún funcionario de la Casa de Gobierno.